# Łyżka cedzakowa

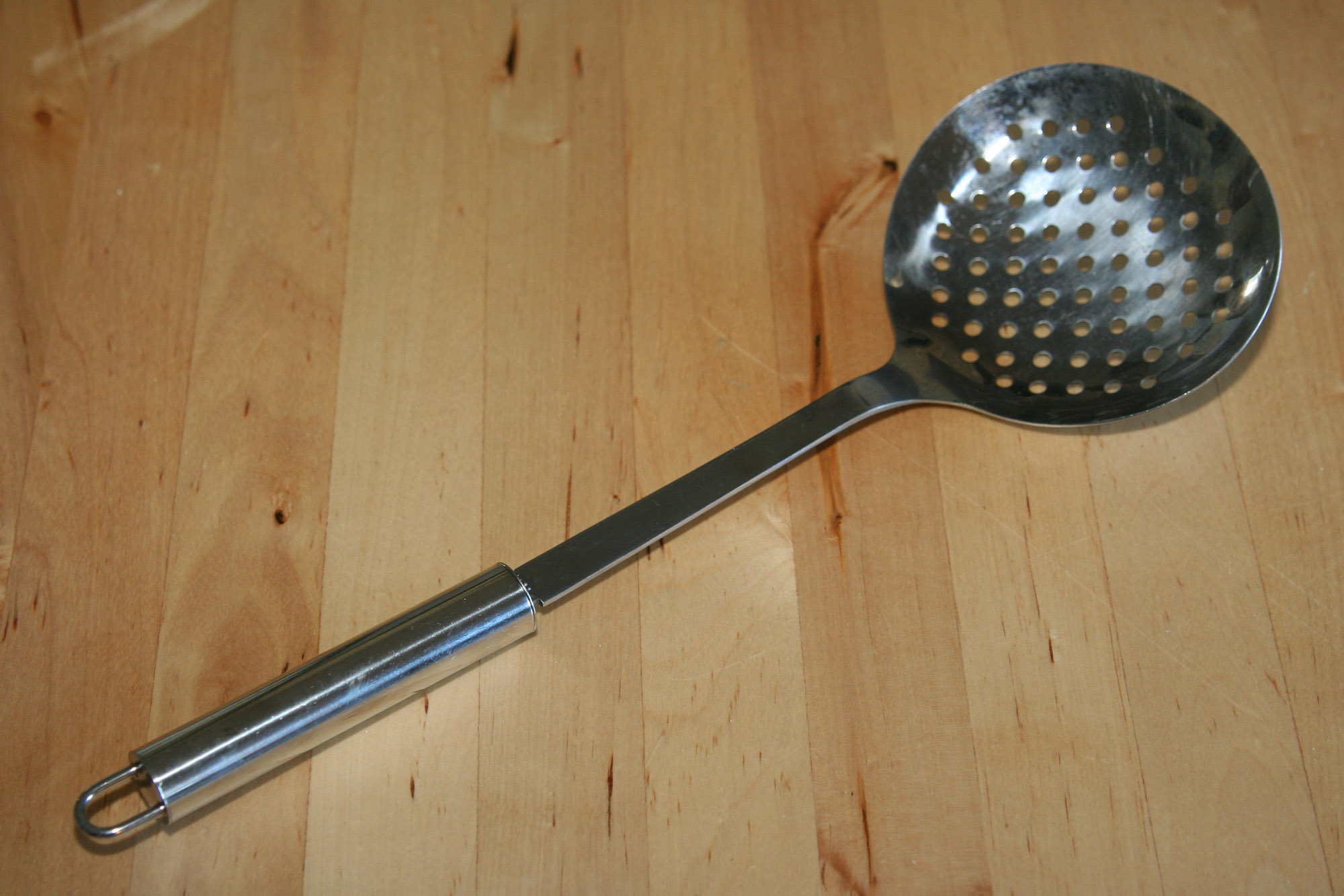
Łyżka cedzakowa

Łyżka cedzakowa – rodzaj specjalnego sita z trzonkiem przymocowanym do obwodu, służącego do wyjmowania jarzyn lub mięsa z wywarów, owoców z syropów, klusek i pierogów z wrzątku oraz innych zbliżonych zastosowań.
Łyżki cedzakowe wykonuje się najczęściej ze stali nierdzewnej. Podobną funkcję pełni cedzak (durszlak), jest on jednak znacznie większy, a jego funkcja jest bardziej stacjonarna (to do cedzaka wlewa się potrawę celem odcedzenia).